# Šupkovac
Shupkoc en albanais et Šupkovac en serbe latin (en serbe cyrillique : Шупковац) est une localité du Kosovo située dans la commune/municipalité de Mitrovicë/Kosovska Mitrovica et dans le district de Mitrovicë/Kosovska Mitrovica. Selon le recensement kosovar de 2011, elle compte 1 518 habitants.

## Démographie

### Évolution historique de la population dans la localité
| 1948 | 1953 | 1961 | 1971  | 1981  | 1991  | 2011  |
| ---- | ---- | ---- | ----- | ----- | ----- | ----- |
| 459  | 505  | 748  | 1 105 | 1 505 | 1 797 | 1 518 |

|  |

### Répartition de la population par nationalités (2011)
En 2011, les Albanais représentaient 98,62 % de la population.